# Іванісово
Івані́сово (рос. Иванисово) — присілок у складі Електростальського міського округу Московської області, Росія.

## Населення
Населення — 865 осіб (2010; 809 у 2002).
Національний склад (станом на 2002 рік):
- росіяни — 94 %